# Schwesternhaus Rosental
Das Schwesternhaus Rosental (auch Rosendal) geht auf das mittelalterliche Beginenhaus Rosental in Münster zurück. Auch nach der erzwungenen Übernahme der Augustinerregel 1507 bewahrte sich die Gemeinschaft noch Eigenheiten aus der älteren Zeit.

## Geschichte

### Beginenhaus und Nachwirkungen
Das Gebäude des späteren Schwesternhauses gehörte dem Überwasserstift im gleichnamigen Kirchspiel der Stadt Münster. Es lag im Nordosten des Überwasserstifts an der Rosenstraße. Die Äbtissin Ida von Sayn verpachtete den Hof Rosendal 1232 an ein Ehepaar. Etwa hundert Jahre später im Jahr 1326 lässt sich dort unter demselben Namen ein Beginenhaus nachweisen. Dieses war damit eines der ältesten in Münster. Eine Gründungssage, die die Entstehung bereits für die Zeit um 1230 annimmt, ist indes frei erfunden.
In vieler Hinsicht ähnelte das Leben der Beginen denen der späteren Schwestern. Eine höhere geistige Betätigung spielte keine Rolle. Die Bewohnerinnen lebten von Handarbeit. Die Zahl der Schwestern betrug auch später zwölf. Über die Geschichte des Beginenhauses bis ins 15. Jahrhundert hinein ist nichts bekannt.
Als Bischof Johann von Pfalz-Simmern 1463 den Beginen die Annahme der Augustinerregel vorschrieb, haben die Beginen dies nicht beachtet. Unklar ist, ob sie sich der Bewegung der Devotio moderna angeschlossen hatten. Immerhin kam es zur Ernennung von Visitatoren. Diese sorgten für eine gewisse zumindest äußere Angleichung des Lebens an die Devotio moderna.
Die lange Zugehörigkeit zu den Beginen führte dazu, dass in Rosental diese ältere Lebensweise länger wirksam blieb als in anderen Schwesternhäuser. Bischof Konrad IV. von Rietberg sah sich daher 1502 veranlasst, erneut auf die Übernahme der Augustinerregel zu drängen. Die Vorbehalte gegen das Klosterleben wirkten noch lange nach. Noch 1691 verzichteten die Schwestern auf eine eigene Klosterkirche und besuchten lieber den Gottesdienst im Überwasserstift. Dort hatten sie abgeschlossene Kirchenbänke. Es wurde auch kein eigener Geistlicher für Gottesdienste in der kleinen Kapelle des Hauses gewählt.
Noch zur Zeit der Aufhebung gab es bei den Behörden ein Bewusstsein der Andersartigkeit gegenüber den übrigen Schwesternhäusern. Auf der anderen Seite profitierte die Gemeinschaft nicht vom Schwung der Devotio Moderna, zumal die Zahl der Schwestern nicht erhöht wurde.

### Entwicklung seit dem 16. Jahrhundert
In der Zeit der Herrschaft der Täufer 1534 wurde das Kloster in ein Gefängnis umgewandelt. Dort wurden die ihren Ehemännern ungehorsamen Frauen gefangen. Diese galten im Sinn der neuen Lehre als Ungläubige.
Von den Brandzerstörungen im Viertel in den Jahren 1551 und 1592 blieb das Kloster verschont. Anlässlich der bischöflichen Visitation von 1571 zeigte sich, dass der Dechant des Überwasserstift den Schwestern als Prediger und Beichtvater diente. Die Kollekten aus drei Vikarien kam der Gemeinschaft zugute. Die Vikarien gingen später verloren. Bei einer weiteren Visitation durch den Generalvikar im Jahr 1626 forderte dieser die Schwestern zu einer strengen Klausur auf. Wegen der Enge des Klosters war diese Forderung nicht umsetzbar. Den Dreißigjährigen Krieg überstand das Kloster unbeschadet. Während des Krieges wurde der Gemeinschaft durch die Stadt Münster die Bezahlung der bürgerlichen Lasten erlassen. Der Versuch durch Hintermänner benachbarte Gebäude für eine Erweiterung des Klosters zu erwerben, scheiterte am Einspruch der städtischen Behörden.
Auch vom Stadtbrand von 1671 blieb die Gemeinschaft verschont. Im Jahr 1688 wurde eine Hauskapelle geweiht. Es dürfte sich aber nicht um einen Neubau gehandelt haben. Daneben besuchten die Schwestern aber weiterhin den Gottesdienst in der Überwasserkirche. Im Jahr 1691 befahl Bischof Friedrich Christian von Plettenberg gestützt auf päpstliche Anweisungen die Einführung der strengen Klausur. Er gestattete aus Mangel an einer eigenen Kirche weiterhin den Besuch der Überwasserkirche. Die Schwestern ihrerseits missachteten das strenge Klausurgebot. Sie nahmen trotz Strafandrohung an Prozessionen teil.
In den letzten Jahren planten sie die Eröffnung einer Klosterschule. Dazu kam es nicht mehr. Im Jahr 1803 wurde das Kloster in eine Versorgungsanstalt für weibliche Personen umgewandelt. Die Aufhebung erfolgte durch die Behörden des Großherzogtums Berg 1808/1809. Die verbliebenen Schwestern wurden mit Renten abgefunden. Der größte Teil des Grundbesitzes wurde 1813 von den nun französischen Behörden verkauft. Das Klostergebäude diente zunächst als Lazarett, später war dort eine Kattundruckerei untergebracht. Im Jahr 1821 wurde es umgebaut und diente 1849 als Kaserne für Husaren. Im Jahr 1890 wurde der Bau abgebrochen.

## Konvent
Als Bedingung für die Aufnahme war eine eheliche Geburt, ein guter Ruf und ein Mindestalter von zwölf und ein Höchstalter von zweiundzwanzig Jahren vorgeschrieben. Das Gelübde durfte frühsten mit zwanzig Jahren abgelegt werden. Die Stärke des Konvents lag bei höchstens zwölf Schwestern. Meist wurde die Zahl unterschritten. Diese stammten zum überwiegenden Teil aus dem Bürgertum der Stadt Münster. Viele kamen aus Familien von Beamten.
Die Gemeinschaft verfügte über eine Hausordnung, die das Leben genau zeitlich einteilte. Nur in Ausnahmefällen durften die Schwestern das Haus verlassen. Die Schwestern verrichteten Handarbeiten wie Nähen, Sticken, Spinnen oder Weben. Sie waren auch als Hostienbäckerinnen tätig. Die Kleidung wurde selbst gefertigt. Diese bestand vorwiegend aus weißen Stoffen. Ob die Schwestern im achtzehnten Jahrhundert zur schwarzen Tracht übergegangen waren, ist unbekannt.
Die Gemeinschaft wurde von einer Mutter geleitet. Diese entstammten dem Konvent und wurden von diesem gewählt. Grundsätzlich wurden sie für drei Jahre gewählt. Allerdings kam es im Schwesternhaus Rosental wohl nicht zu einem so häufigen Wechsel wie anderswo. Später differenzierten sich weitere Ämter heraus. So war eine Prokuratorin für die wirtschaftlichen Belange zuständig. Hinzu kamen eine Küchenmeisterin, eine Küsterin, eine Disziplinmeisterin und eine Krankenmeisterin. Am Ende existierten als Ämter: Oberin, Priorin, Kellnerin, Küsterin, Unterküsterin und Einnehmerin.